# Milagro económico italiano

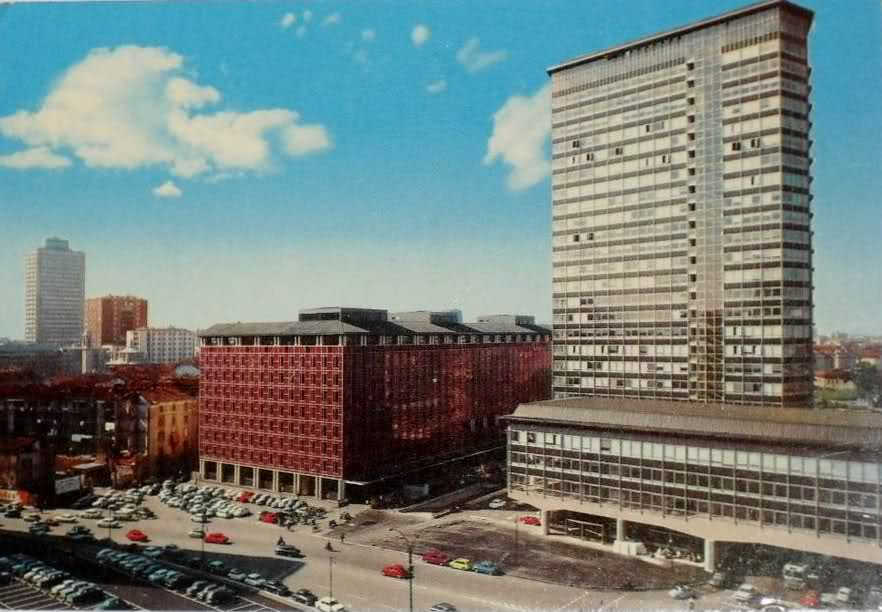
El centro de Milán en la década de 1960

El milagro económico italiano (del italiano: il miracolo económico) es el nombre dado al periodo prolongado y de sostenido crecimiento económico en Italia entre los años finales de la Segunda Guerra Mundial y finales de los años 1960, particularmente entre 1958 y 1963.
Este período representa un cambio fundamental en el desarrollo social y económico de Italia, ya que el país pasó de ser marginal, agrícola y pobre a una de las mayores potencias industriales del mundo. 
El cambio se debió a una serie de condiciones económicas, como el saneamiento macroeconómico, la apertura económica, un ambiente favorable a la inversión privada y la política de industrialización e innovación productiva. También tuvo un impacto en la cultura y las costumbres de la sociedad italiana.

## Historia

### Posguerra y Plan Marshall
Italia fue invadida durante y al final de la Segunda Guerra Mundial; en primera fase, sería ocupada y administrada por ejércitos aliados, como sucedió tras su adhesión a la Entente, donde primero la Italia de Il Duce sería el ejemplo para la Alemania de ese entonces, y que posteriormente cayó siendo invadida por las tropas nazis, fundando una efímera república. 
Posteriormente, fue invadida por otros ejércitos de las potencias aliadas. Luego la oposición la sometió a condiciones que empeoraron el modo de vida de la población general. 
Sin importar el invasor, esto profundizó el problema del desarrollo frente a las economías europeas más avanzadas de entonces. Italia se alzó como un país puente entre la Europa occidental y el Mediterráneo, y dejaría de ser una democracia frágil ante los fuertes embates provenientes de la proximidad a la posición rival, y ante la presencia de un partido comunista fuerte.
 

Tras la implementación del Plan Marshall se consideró que Italia podría volverse una nación comunista pronto. Ante ello, el gobierno de los Estados Unidos decidió otorgar generosos fondos provistos en el citado acuerdo de ayuda para la reconstrucción, recibiendo cerca de $ 1204 millones entre 1948 y 1952. 

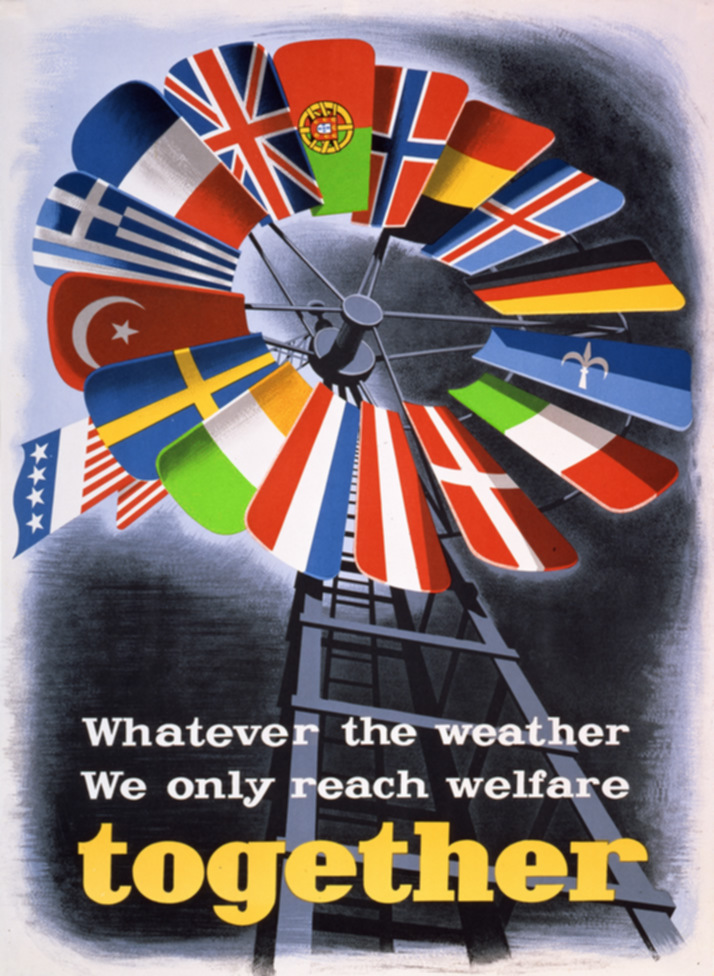
Uno de los numerosos pósteres creados en favor de la promoción del Plan Marshall en Europa

Tras el fin del Plan, causa suficiente para haber detenido la recuperación y su sostenimiento, se coincide con el inicio de los conflictos en el punto crucial de la guerra en la península coreana (transcurrida entre 1950 y 1953). 
En adición, con la creación en 1957 del Mercado Común Europeo, del cual Italia sería uno de los miembros fundadores, le proveyeron de un mercado más amplio y de mayores inversiones y le facilitaron a su vez las exportaciones.

### Expansión económica

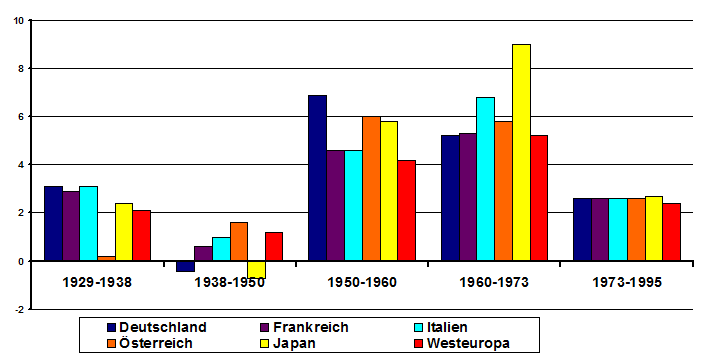
Crecimiento promedio de la productividad de Alemania, Francia, Italia, Austria, Japón y Europa Occidental durante la Edad de oro del capitalismo en comparación con los períodos anteriores y posteriores (en alemán)

Para 1967 el “milagro económico” se encontraba en pleno apogeo y existía un fuerte clima de confianza.  El volumen y la rapidez del crecimiento italiano durante la época merecen, sin duda, tal denominación puesto que entre 1958 y 1963 la tasa anual de crecimiento, del orden de casi el 7%, fue algo superior a la alemana y sólo inferior en todo el mundo a la japonesa. 
Hasta el período abierto con esa primera fecha el crecimiento había permanecido alrededor del 5% En el ámbito público, los medios de esa política debían ser la programación y el impulso coordinado por la decisiva intervención del Estado sobre la economía invirtiendo en las zonas y los sectores menos desarrollados del Sur. siendo las tasas italianas las segundas, siguiendo de muy cerca a las de Alemania, en Europa, y en las cifras de la OCDE éstas eran sólo superadas por las de Japón, economía que en el mismo periodo tenía el mismo tránsito acelerado en su crecimiento.
Eso permitió iniciar la reconstrucción y emprender una serie de inversiones en las áreas más deprimidas especialmente en el Sur deprimido. La reforma agraria basada en el fin de los latifundios y reparto de tierras a familias campesinas desarrollada en algunas zonas del Sur logró incorporar 775.000 hectáreas a la producción y supuso la instalación de 110.000 familias.
En 1963, el presidente norteamericano John F. Kennedy describió personalmente el extraordinario crecimiento económico en Italia en una cena oficial con el italiano Antonio Segni. El crecimiento se vio acelerado durante el gobierno de Giuseppe Saragat desde 1964 hasta 1971, el desarrollo económico italiano se incrementó a partir de mediados de los años 60, el volumen y la rapidez del crecimiento italiano durante la época llegaron a rozar el 8 por ciento anual, entre 1964 y 1973 la tasa anual de crecimiento, del orden de casi el 9.7%, superior a la alemana y la tercera más alta del mundo. 
Paralelamente los gobiernos del Partido Socialista Democrático Italiano crearon un estado de bienestar e impulsaron redes de protección social, propiciaron el aumento de salarios, la ampliación de derechos laborales y otorgaron un papel predominante a los sindicatos. «El crecimiento de [...] la economía y la industria, y la mejora en los estándares de vida en los años posteriores a la posguerra han sido realmente fenomenales. 
Una nació que en una ocasión literalmente estaba en ruinas, sumida en un desempleo muy acentuado y una tasa de inflación elevada, ha sabido expandir sus exportaciones y sus logros económicos, ha estabilizado sus costos y sus gastos, ha dado valor a su moneda y ha creado nuevos empleos y desarrollado sus industrias a una tasa inalcanzable en el mundo occidental».
Los medios históricos favorables antes mencionados le permitirían mantener sus perspectivas de crecimiento económico, combinados éstos con la presencia de una gran y barata fuerza laboral, le dieron los cimientos para un crecimiento económico espectacular.  
El papel del Estado en este proceso fue importante y decisivo por un lado contribuyó a crear la infraestructura necesaria a través de inversiones gracias a las empresas públicas procedentes del intervencionismo como el IRI (Instituto de Reconstrucción Industrial) era la segunda empresa europea y gracias a la siderurgia proporcionó los instrumentos para disponer de ese acero barato que hizo posible la producción masiva de autos como el Fiat 600. 
La empresa estatal de explotación del gas del Valle del Po se convirtió en una gigantesca corporación petrolífera capaz de obtener en buenas condiciones yacimientos a explotar en el Medio Oriente suministrando a Italia la energía necesaria para su desarrollo industrial, estas junto a decenas de pequeñas empresas públicas fueron la base del desarrollo italiano, por otro lado el proteccionismo permitió el renacer industrial sobre todo en el norte al proteger a las fábricas de la avalancha de productos importados. El plan “Cassa per il Mezzogiorno” lanzado por el Partido Socialista Italiano logró dotar de mejores servicios e infraestructura al Mezzogiorno. 
Se instalaron redes de agua, acueductos, instalaciones agrícolas, carreteras, colegios, casas, industrias; que junto con la reforma agraria que se lanzó en 1950 logró reactivar la economía del sur. Junto con una política basada en el estado de bienestar el gobierno trabajó estrechamente con los sindicatos, los salarios durante el periodo que va de 1952 a 1970 aumentaron en un 130 %, y el mínimo 187 % el ingreso per cápita aumentó enormemente. 
La creación de nuevas infraestructuras y apoyos por parte del estado a las empresas italianas a través de créditos subsidiados, generó una rápida industrialización que se dio especialmente en el Norte de Italia. o Fanfani profundizo las reformas sociales, siendo partícipe de la renovación italiana, además de promovedor de las reformas agrarias.

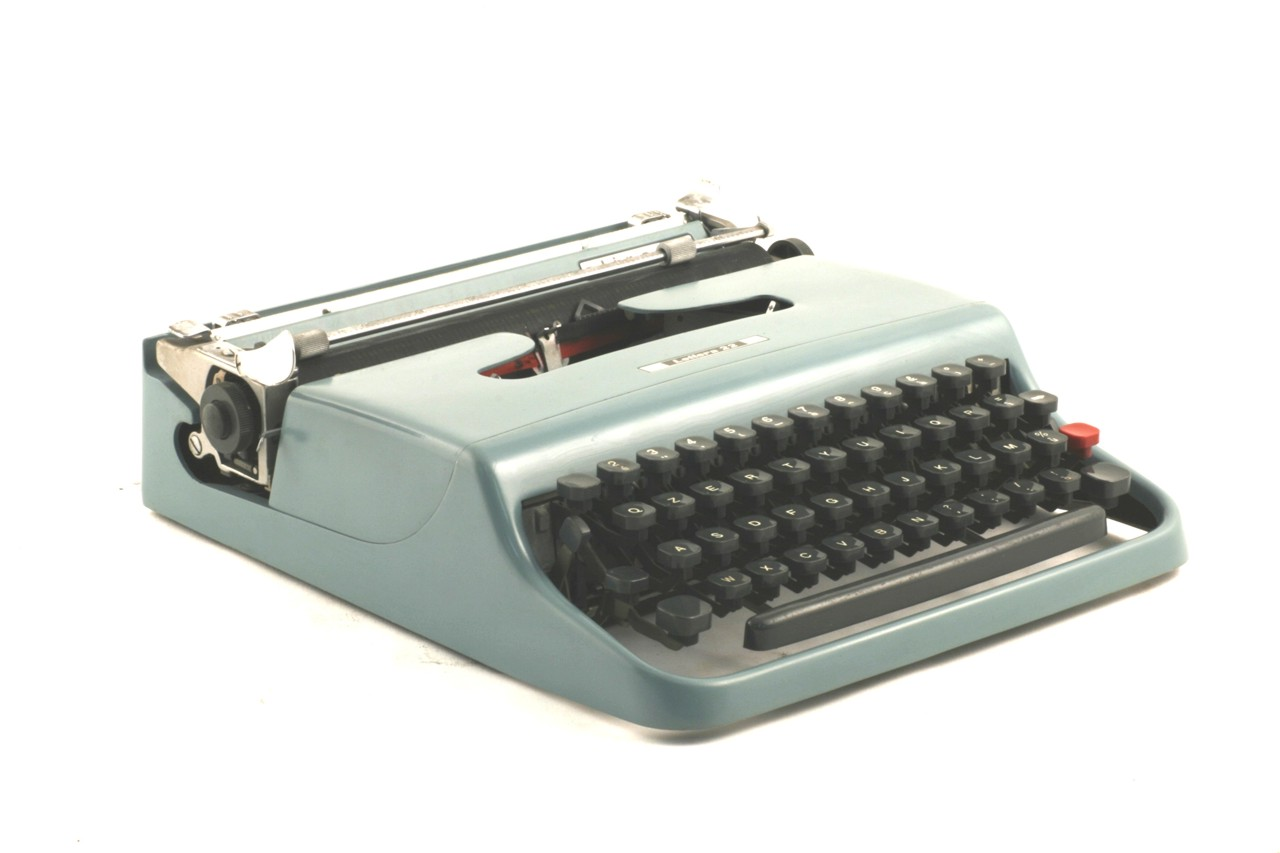
Máquina de escribir Lettera 22, distribuida por Olivetti y exportada a todo el mundo

Por las necesidades de modernización en la economía y la sociedad de la Italia de entonces, se crearon las condiciones implícitas para el aumento de la construcción de nuevas infraestructuras para así cubrir la ingente demanda en las necesidades de transporte y de generación de energía para la pujante industria. 
Miles de kilómetros de ferrocarriles y de autopistas serían completados en tiempo récord, las que serían necesarias para interconectar los centros de habitación urbanos con las áreas industriales, mientras que cientos de represas y plantas de electricidad fueron construidas por toda Italia, descuidándose los factores geológicos y medioambientales en el proceso, desatándose posteriores incidentes. 
Junto a un “boom” dentro del mercado de los bienes raíces, incrementado por la fuerte presión demográfica en crecimiento, le dieron el último toque a la super-explosión de grandes centros y conurbaciones periféricas. 
Vastos bloques de apartamentos baratos y de uso público fueron hechos cerca de las grandes ciudades, impulsado por grandes programas de vivienda pública conocidos como "Cassa del Mezzogiorno" que renovó las infraestructuras del Sur históricamente deprimido. La reforma agraria desarrollada en algunas zonas del Sur beneficio a unas 750.000 personas.¡, se emprendió la construcción de represas, carreteras, vías férreas, escuelas y hospitales durante el gobierno de Saragat.
A partir de mediados de los 60 las fábricas comenzaron a crecer, contratándose cada vez a más trabajadores. Italia comenzó a exportar en especial automóviles, como por ejemplo la marca Fiat, además de ropa y productos químicos. La producción industrial se triplicó y las exportaciones al extranjero crecieron considerablemente. 
El descubrimiento de gas natural en el Valle del Po, una energía que sirvió para reducir costes de compra de carbón y cualquier otro tipo de calefacción. El gasto exterior descendió equilibrando la balanza comercial en favor de Italia. Primer ministro Fanfani profundizo las reformas sociales, siendo partícipe de la renovación italiana, además de promovedor de las reformas agrarias. Para el año 1969, el PIB del país llegó a los USD 97.085 millones. La economía italiana tuvo un crecimiento del 140,3 % durante esta década con respecto al PIB del año 1960.
El boom desatado, al menos hasta las huelgas masivas en el “Otoño Caliente”, durante el gobierno de  Giovanni Leone que a raíz de un conocido escándalo de corrupción relacionado con los aviones Lockheed en el que se vio envuelto, Giovanni Leone tuvo que dimitir como jefe de Gobierno en 1968 ya que se le  acusaba de percibir pequeños sobornos, tuvo que dimitir antes de que expirase su mandato. 
El descontento social de entre 1969-70; combinados con la posterior crisis petrolera, enfriaron gradualmente la economía, la que nunca retornaría a los niveles de crecimiento de la posguerra. A partir de principios de los 70 con la llegada de Aldo Moro se produjeron reformas liberalizadoras que no dieron el resultado deseado la economía paso de crecer a tasas superiores a 7 por ciento a estancarse en el 2 por ciento, para 1975 en medio de recortes de gasto público la economía entró en crisis finalizando el período del Milagro Económico. 
El lento y posterior estancamiento en el crecimiento económico italiano a partir de la década de 1980 para adelante, produjeron finalmente un severo aumento en la deuda pública, el empobrecimiento del sur del país.

## Influencia en la sociedad y la cultura

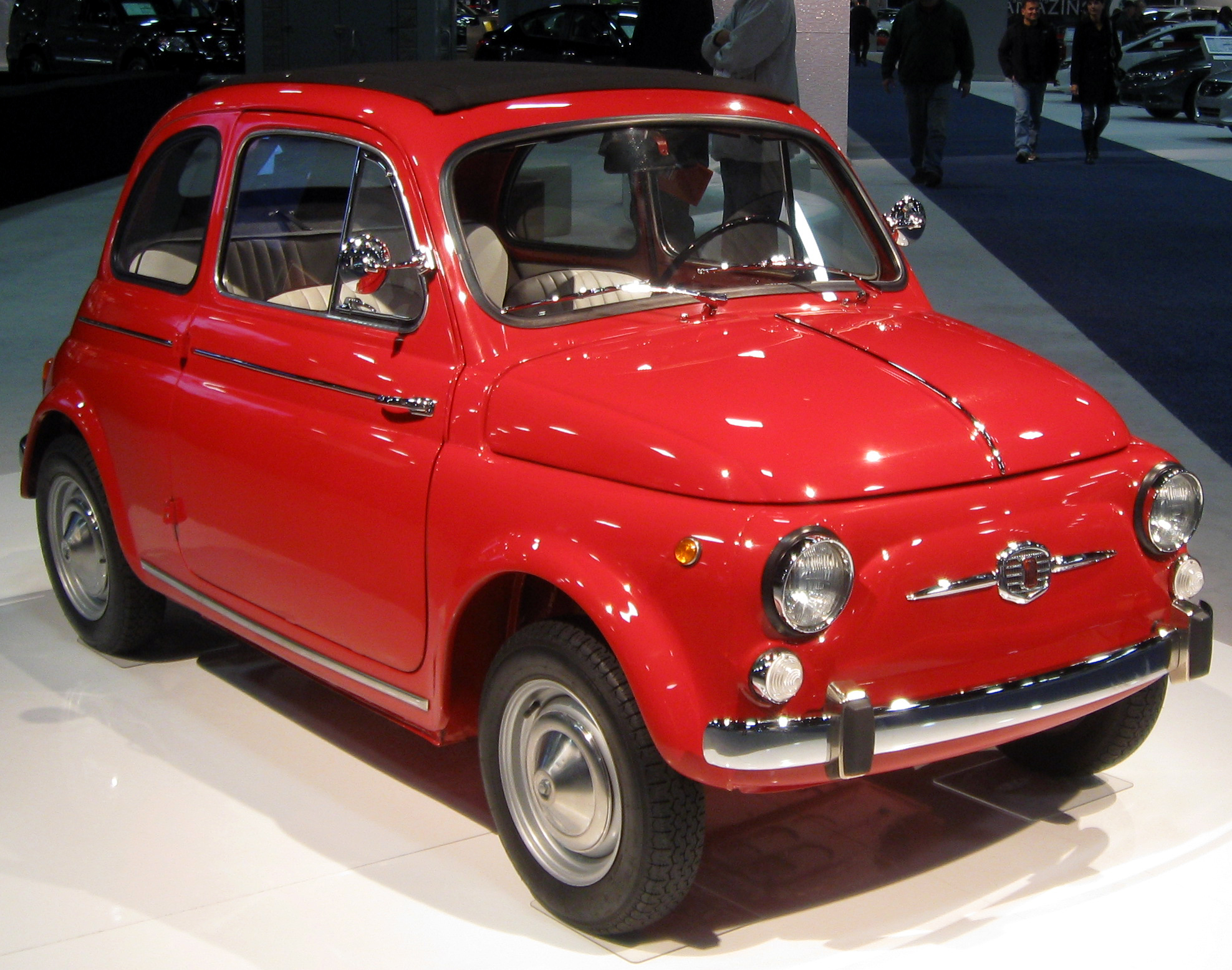
El Fiat 500, lanzado en 1957, es considerado un símbolo del milagro económico de Italia

La rápida expansión económica indujo la llegada de flujos masivos de inmigrantes de las zonas rurales del sur de Italia a las provincias del norte y a sus centros industriales. La emigración fue especialmente dirigida para surtir de personal a las plantas, lo que se denominaría como la zona del “triángulo industrial”, una región comprendida entre los mayores centros de producción de Milán y Turín y el puerto marítimo y terminal de despachos de Génova. 
Entre 1955 y 1971, cerca de un estimado de 9 millones de ciudadanos se vieron involucrados en las migraciones interregionales sucedidas en esa entonces en Italia, donde incluso se vio la desaparición de pueblos enteros por las masivas migraciones de sus habitantes a los grandes emporios industriales del norte italiano.
En 1954 la cadena de medios nacional RAI empieza la transmisión regular de sus servicios de televisión. La persuasiva influencia de los medios de comunicación y del consumismo en la sociedad fueron no muy bien vistos y en algunos casos fueron furamente criticados por los intelectuales como Pier Paolo Pasolini y Luciano Bianciardi, que denunciaron una forma irregular y “ser pentosa” de homologación de costumbres extranjeras ya la posterior decadencia cultural del capitalismo salvaje, desencadenado por el consumismo sin meta desatado. 
Películas populares como The Easy Life y Opiate '67 filmadas por Dino Risi, Il Boom de Vittorio De Sica y We All Loved Each Other So Much de Ettore Scola estigmatizaron eficazmente el narcisismo y la rampante inmoralidad que caracterizaron a los más fervientes años del milagro económico en Italia.
El medio ambiente estuvo constantemente bajo la amenaza de la feroz expansión de la industria, llevándose a niveles de destrucción nunca antes vistos sobre los ecosistemas naturales y esparciéndose la contaminación sobre el aire y el agua, así como la polución y los desastres ecológicos como el de la  presa del Vajont y el colapso de la planta de químicos de Seveso tuvieron lugar, hasta que la “conciencia verde” comenzó a desarrollarse desde los años 1980.
Al mismo tiempo, para  1968 se dobló el crecimiento del producto interno bruto de Italia, incluso por encima de los niveles de entre 1950 y 1962, lo que tendría una gran incidencia en la sociedad y la cultura. La sociedad italiana, mayormente rural y excluida de los “beneficios” de la economía moderna durante la primera mitad del siglo, se vería abrumada por la estrepitosa avalancha de bienes de consumo baratos y variados, como los automóviles, televisores y las lavadoras. 
Entre 1951 y 1971, el ingreso por capital en términos reales de alcance, acompañados por una significativa mejora en las cifras de consumo y los patrones de vida y las condiciones sociales predominantes se elevaron a los niveles comunes de la Europa occidental. En 1955 sólo el 3% de los propietarios de vivienda disponían de refrigeradores y un 1% de lavadoras, mientras que para 1975 en esos respectivos niveles; el 94% y el 76%. Además el 66% de los hogares dispusieron de vehículos para su uso.
Como sería luego asumido por algunos historiadores posteriormente, para el fin de los años 1970, «el cubrimiento y la protección a la sociedad en su asistencia y su sistema de salud y su cobertura han sido hechos de manera comprensiva y generosa relativamente. El estándar de bienestar material en el modo de vida es vastamente basado para que se vea el cambio tan trascendente y la gran mejoría de lo que antes vivía la población».
El crecimiento económico medio anual de Alemania cayó al 2,10 por ciento entre 1973 y 1990